# Ренци, Алекс де
Алекс де Ренци (англ. Alex de Renzy, при рождении Александр де Ренци (англ. Alexander de Renzy); 13 августа 1935, Нью-Йорк, — 8 июня 2001, Лос-Анджелес) — американский кинорежиссёр и продюсер порнофильмов.

## Биография
Служил в ВВС США инструктором по выживанию, а после демобилизации приехал в Сан-Франциско, намереваясь снимать документальное кино. В октябре 1969 года он отправился в Копенгаген для участия в «Секс 69», первой выставке-ярмарке порно, проводимой после легализации порнографии в Дании. Результатом этого стал выпущенный в следующем году дебютный фильм де Ренци «Pornography in Denmark», в котором он старался сделать сексуальные сцены не самоцелью, а иллюстрациями сюжетной линии.
Был монтажером фильма «Sexual Encounter Group» (1970), работал кинооператором на семи фильмах и написал пять сценариев. В 1973 году обнаружил будущую легендарную порнозвезду Аннетт Хэвен, дебютировавшую в его фильме «Lady Freaks». Среди фильмов, поставленных де Ренци в 70-х, — «Babyface» (1977) (за который он получил премию Американской ассоциации фильмов для взрослых (AFAA) в номинации «Лучший режиссёр») и «Pretty Peaches» (1978), ставшие классическими.
В «Pretty Peaches» де Ренци открыл сразу двух будущих суперзвёзд порно. Главную роль Пичис исполняла Дезире Кусто, награждённая за фильм премией AFAA в номинации «Лучшая женская роль». Также в фильме впервые появилась Джульет Андерсон, впоследствии ставшая известной как «Тетушка Пег». Сюжет «Pretty Peaches» повествовал о простодушной девушке, претерпевающей различные невзгоды, и представлял собой переработку вольтеровского «Кандида» — но с большей долей аффектации. При выпуске на видеокассетах из фильма была вырезана сцена, в которой врач делает Пичис клизму (позже компания Alpha Blue, выпустившая фильм на DVD, восстановила полную версию).
В 1989 году стал лауреатом премии AVN как лучший режиссёр кинофильма за фильм «Pretty Peaches 2».
С 1991 года де Ренци взял себе псевдоним «Рекс Борски». Под этим именем он наштамповал почти 200 порнофильмов, главный акцент в которых был сделан на анальный секс (например, «Anal Siege», «Anal Madness», «Anal Sluts and Sweethearts»).
В 1993 году был награждён ещё одной премией AVN — на этот раз как лучший режиссёр видео за фильм «Two Women» (де Ренци разделил эту премию с режиссёром Энтони Спинелли, которому она досталась за фильм «The Party»).
Являлся членом Залов славы AVN и XRCO.
Де Ренци скончался в своём гостиничном номере в Лос-Анджелесе, где снимал очередное видео. Причиной смерти стал инсульт, действие которого усугубилось приступом диабета.

## Избранная фильмография
- 1970. Pornography in Denmark.
- 1970. History of the Blue Movie.
- 1973. Lady Freaks.
- 1977. Babyface.
- 1978. Pretty Peaches.
- 1979. Summer In Heat.
- 1984. Dirty Girls.
- 1986. Babyface 2.
- 1987. Pretty Peaches 2.
- 1989. Pretty Peaches 3.
- 1991. Malibu Spice.
- 1992. Two Women.
- 1993. Slave to Love.

### как Рекс Борски
- 1991. Anal Climax.
- 1991. Anal Fury.
- 1991. Anal Innocence.
- 1991. Anal Revolution.
- 1991. Anal Starlets.
- 1992. Anal Carnival.
- 1992. Anal Cuties of Chinatown.
- 1992. Anal Delights.
- 1992. Anal Ecstasy.
- 1992. Anal Inferno.
- 1992. Anal Madness.
- 1992. Anal Rampage.
- 1992. Anal Rookies.
- 1992. Anal Savage.
- 1992. Anal Sluts and Sweethearts.
- 1992. Anal Thrills.
- 1993. Anal Co-ed.
- 1993. Anal Sensations.
- 1993. Anal Siege.
- 1993. Anal Taboo.
- 1993. Anal Urge.
- 1993. Gang Bang Face Bath.
- 1994. Anal Bad Girls.
- 1994. Anal Breakdown.
- 1994. Anal Candy Ass.
- 1994. Anal Hunger.
- 1994. Anal Justice.
- 1994. Assy Sassy.
- 1994. Booty Mistress.
- 1994. Certifiably Anal.
- 1994. Gang Bang Jizz Jammers.
- 1994. Gang Bang Nymphette.
- 1995. Anal Addict.
- 1995. Anal Deep Rider.
- 1995. Anal Hellraiser.
- 1995. Anal Insatiable.
- 1995. Anal Sweetheart.
- 1995. Anal Trashy Ass.
- 1996. Malibu Butt Sluts.
- 1997. Anal Hanky Panky.
- 1997. Anal Openings and Face Soakings.